# مجموعة العوجان الصناعية
مجموعة العوجان الصناعية القابضة (AGH)، سابقًا عبد الله العوجان وإخوانه، هي شركة سعودية لها مصالح في التصنيع والتوزيع، والعقارات، والضيافة، والتعدين، والتجارة.  يقع مقرها الرئيسي في الدمام، المملكة العربية السعودية، وتعمل الشركة في أكثر من 70 دولة في الشرق الأوسط وأفريقيا.

## التاريخ
أسس عبد الله العوجان وإخوانه في البحرين عام 1905 على يد عبد الله العوجان وثلاثة من إخوته.   الشركة تقوم بتداول السلع مثل التبغ والأرز. دخلت شركة العوجان لصناعة المشروبات في عام 1928 ، عندما حصلت على الترخيص الحصري لتوزيع منتجات فيمتو في الشرق الأوسط.
ابن أخت عبد الله العوجان، عادل عبد الرحمن عوجان، انضم إلى الشركة في عام 1968 ، بعد تخرجه من كلية فورت لويس في كولورادو ، الولايات المتحدة الأمريكية   وسّع عادل شبكات مبيعات المشروبات وتوزيعها خارج المملكة العربية السعودية. كما لعب دوراً في تطوير فيمتو للمشروبات الغازية، وهي نسخة غامضة من المشروب الأصلي. توفي عادل العوجان في يناير 2017.

## مشروبات
دخلت شركة العوجان لصناعة المشروبات في عام 1928 ، عندما حصلت على الترخيص الحصري لتوزيع Vimto في الشرق الأوسط.  أنشأت الشركة أول مصنع لتصنيع المشروبات في عام 1979 في الدمام، المملكة العربية السعودية.  قدمت الشركة راني أورانج فلوت، وهو أول مشروب محلي، في عام 1982. بدأت شركة العوجان للصناعات باستيراد شركة باربيكان من شركة باس للبيرة في المملكة المتحدة للبيع في الشرق الأوسط في عام 1983. إلى جانب المشروبات السويسرية الصنع موسي، كانت باربيكان أول مشروب الشعير الخالي من الكحول الذي يتم بيعه في المنطقة. أدت التغييرات في التصنيع في باس للبيرة إلى تعطيل إمدادات شركة باربيكان لشركة عوجان، وفي عام 1999 ، اشترت شركة العوجان علامة باربيكان التجارية في أسواق محددة. حصلت العوجان سيطرتها الكاملة على باربيكان في عام 2010 ، وبدأت في تصنيع المشروبات في مصنع الشركة في دبي. قامت العوجان بإنشاء مصنع لتصنيع المشروبات في عام 2005 في دبي، الإمارات العربية المتحدة.
في 14 ديسمبر 2011 ، استحوذت كوكا-كولا على حصة 50 ٪ في أعمال المشروبات في عوجان مقابل 980 دولار   مليون. استحوذت كوكا-كولا على حصة 50 ٪ في العلامات التجارية للعوجان، وحصة 49 ٪ في شركة التعبئة والتوزيع التابعة لها. تحتفظ العوجان بالسيطرة على ترخيص فيمتو، وكذلك عمليات التصنيع والتوزيع في إيران.  تم الانتهاء من الصفقة في 24 سبتمبر 2012. 
بعد الصفقة، أنشأت الشركتان شركة العوجان كوكاكولا للمشروبات (ACCBC) وراني للمرطبات في عام 2012. تمتلك راني للمرطبات حقوق العلامات التجارية العالمية لماركات العوجان الأصلية مثل راني وباربيكان. يقع كلا الشركتين في دبي. ستعمل ACCBC كشركة مصنعة وموزعة للعلامات التجارية المملوكة لشركة راني للمرطبات وشركة كوكاكولا بالإضافة إلى فيمتو بموجب ترخيص. يعكس النظام الذي تستخدمه شركة كوكاكولا وشركاؤها في مجال التعبئة في العالم، راني ريفريشمنتس، تزويد شركة ACCBC بمركزات خاصة وستقوم الشركة بإنتاج المشروبات وتوزيعها.   
أقامت كوكاكولا والعوجان حفل في دبي في مارس 2013 للاحتفال بمليار علبة من راني من إنتاج ACCBC.  في يوليو 2014 ، أعلنت ACCBC أنها قد أنجزت صفقة لشراء حصة 80 ٪ في شركة المشروبات الوطنية، الشركة المصنعة والموزعة لمنتجات كوكاكولا وبامبا في لبنان، مقابل مبلغ لم يكشف عنه.    ونتيجة لذلك، أصبح مصنع الشركة الوطنية للمشروبات في بيروت، المصنع الرابع لإنتاج العوجان للمشروبات. 

## الضيافة والعقارات
في عام 1996 ، أسس عادل العوجان محمية ألعاب ستانلي آند ليفينجستون الخاصة في شلالات فيكتوريا ، زيمبابوي .   محمية 8000 فدان هي موطن ل 25 نوعا مختلفا من لعبة كبيرة، وبرنامج تربية وحيد القرن وأكاديمية لمكافحة الصيد الجائر.
أنشأ العوجان منتجع إنديجو باي في جزيرة بازاروتو، موزمبيق في عام 2001 ، وفندق ومنتجع بيمبا بيتش في بيمبا ، موزمبيق في عام 2002.  في عام 2013 ، دخلت عوجان في شراكات مع سلسلة فنادق مينور. في نفس العام، استحوذت العوجان على فندق راديسون بلو في مابوتو، موزمبيق من مجموعة كارلسون رزيدور الفندقية . عقدت الشركة شراكة مع أوبروي للفنادق والمنتجعات لتطوير وتشغيل فندق أوبروي في دبي . افتتح الفندق في يونيو 2013.  في نوفمبر 2015 ، افتتحت العوجان تطوير أبراج جديد متعدد الاستخدامات في مابوتو .

## الشركات الأخرى
تم إنشاء Aujan Crestwood Wood Works ، وهي الشركة المصنعة لخزائن المطبخ الراقية، والباطل الحمام، وخزائن غرفة النوم وطحن العرف، في المملكة العربية السعودية في عام 1974.  
قامت مجموعة العوجان القابضة بتأسيس عوجان للتجهيزات الصناعية، وهي مشروع مشترك مع كيان فنتشرز، في عام 1981. توفر AIS معدات وخدمات السلامة في المملكة العربية السعودية. تقوم AIS أيضًا بتوزيع المنتجات والخدمات من العلامات التجارية الدولية مثل MSA و Honeywell و 3M و Brady.  